# Pieter Clifford
Pieter Clifford, né à Amsterdam le 13 décembre 1712 et mort à Amsterdam le 3 février 1788, est un homme politique néerlandais.

## Biographie
Pieter Clifford est le fils de George Clifford (1685-1760) et de Johanna Bouwens, ainsi que le frère de Jan Clifford. Marié avec Johanna Elisabeth (d) Trip (nl), il est père de Agnes Maria Clifford (nl) et le grand-père de Gerard George Clifford. Il convole ensuite en secondes noces avec Constantia Catharina Sautijn.
Chef de la Compagnie néerlandaise des Indes occidentales (1761) puis la Compagnie néerlandaise des Indes orientales (1775), il est membre de l'Amirauté du Quart nord (1770-1772) puis de l'Amirauté de l'Amirauté d'Amsterdam (1783)

## Fonctions et mandats
- Bourgmestre d'Amsterdam : 1773, 1776, 1780, 1784, 1786, 1787